# Berkoth
Berkoth – miejscowość i gmina w Niemczech, położona w kraju związkowym Nadrenia-Palatynat, w powiecie Eifel Bitburg-Prüm, wchodzi w skład gminy związkowej Südeifel. Do 30 czerwca 2014 wchodziła w skład gminy związkowej Neuerburg. Liczy 85 mieszkańców (2009).

## Historia
Pierwsza wzmianka o Berkoth datowana jest na rok 1389 i pochodzi z kroniki parafialnej Krautscheid, jednak wiadomo, że miejscowość istniała już przed 1100. Podczas wojny trzydziestoletniej w Berkoth powstała kaplica, która została zburzona w czasie rewolucji francuskiej. Nowa kaplica została wybudowana w latach 1965–1967, lecz w innym miejscu.

## Polityka
Rada gminy liczy sześciu członków oraz wójta który jest przewodniczącym.